# John Metgod
Johannes Antonius Bernardus Metgod (Amsterdam, 27 febbraio 1958) è un allenatore di calcio ed ex calciatore olandese.

## Carriera

### Club
John Metgod ha iniziato la sua carriera da calciatore professionista nel Haarlem, con cui ha esordito nella stagione 1975-1976. Dopo un solo anno, si è trasferito all'AZ Alkmaar, dove ha militato per sei stagioni, conquistando un campionato olandese e raggiungendo la finale della Coppa UEFA nel 1981.
Nel 1982 si è trasferito al Real Madrid, dove ha giocato due stagioni nella Liga spagnola, prima di approdare in Inghilterra al Nottingham Forest. Con il club inglese ha disputato tre stagioni, segnando anche diversi gol da difensore, grazie alla sua abilità nei calci piazzati.
Nel 1987 ha giocato per una stagione con il Tottenham, prima di tornare nei Paesi Bassi per concludere la carriera con il Feyenoord, dove è rimasto per sei stagioni fino al ritiro nel 1994.

### Nazionale
Ha vestito la maglia della nazionale olandese tra il 1978 e il 1983, totalizzando 21 presenze e segnando 4 gol. Nonostante le sue buone prestazioni nei club, non ha mai preso parte a fasi finali di grandi tornei internazionali.

### Allenatore
Dopo il ritiro, Metgod ha intrapreso la carriera di allenatore, inizialmente come assistente all'Excelsior. Ha ricoperto ruoli da assistente anche al Feyenoord, Portsmouth e al Derby County, alternandoli a brevi esperienze da allenatore principale, soprattutto nei Paesi Bassi. Si è distinto soprattutto per la sua capacità di lavorare nello sviluppo dei giovani e nella preparazione difensiva.

## Palmarès

### Giocatore

#### Club
- Campionato olandese: 2

AZ Alkmaar: 1980-1981
Feyenoord: 1992-1993
- Coppa dei Paesi Bassi: 6  (record condiviso con Johan Cruijff)

AZ Alkmaar: 1977-1978, 1980-1981, 1982-1983
Feyenoord: 1990-1991, 1991-1992, 1993-1994
- Supercoppa dei Paesi Bassi: 1

Feyenoord: 1991

#### Individuale
- Gouden Schoen: 1

1992